# Rue Auger (Pantin)
Pour les articles homonymes, voir Rue Auger.
La rue Auger est une voie de communication de Pantin.

## Situation et accès

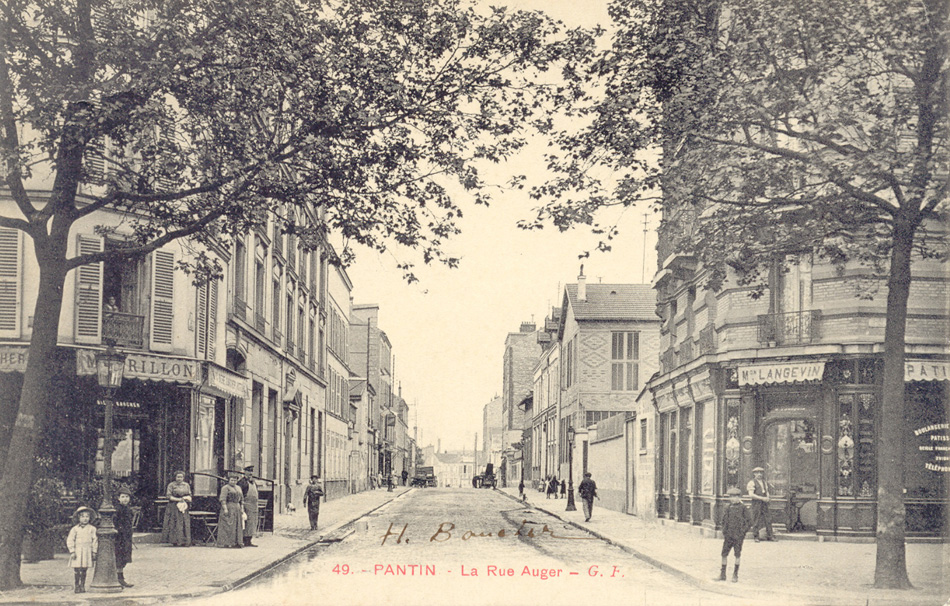
Pantin: Rue Auger.

Cette rue est interrompue par un unique croisement, celui de la rue Scandicci et de la rue du Congo.
Elle est desservie par la Station de métro Hoche.

## Origine du nom

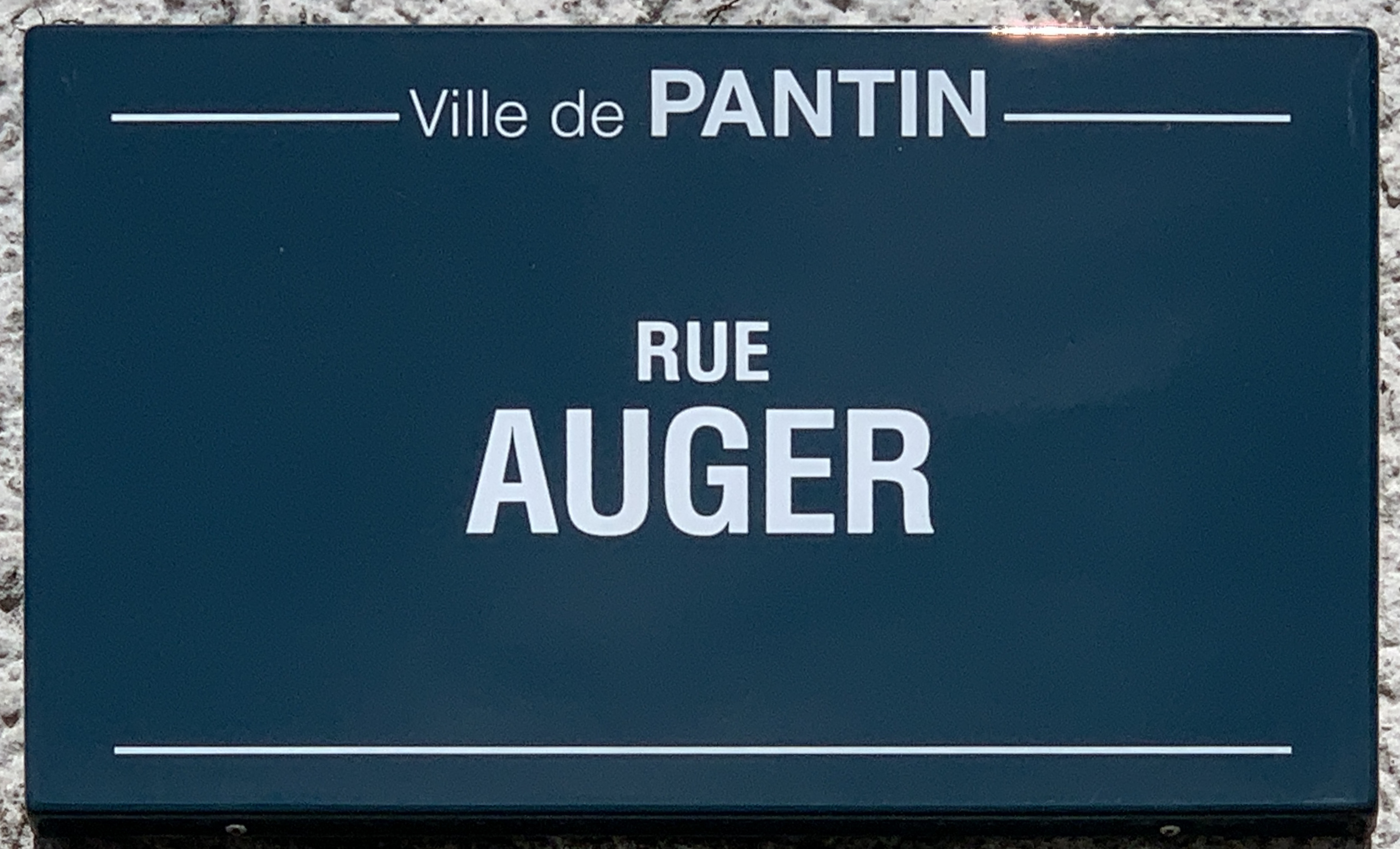
Plaque de la rue.

Cette rue a été nommée en hommage à Charles-Étienne Auger, maire de la ville de Pantin de 1852 à 1859.

## Historique
La rue Auger est au cœur de l'Îlot 27, une zone de rénovation urbaine envisagée dans les années 1960.

## Bâtiments remarquables et lieux de mémoire
- Siège de la société Hermès International[2],[3],[4].
- Tour Essor, construite en 1973[5].